# الحروب البلغارية اللاتينية

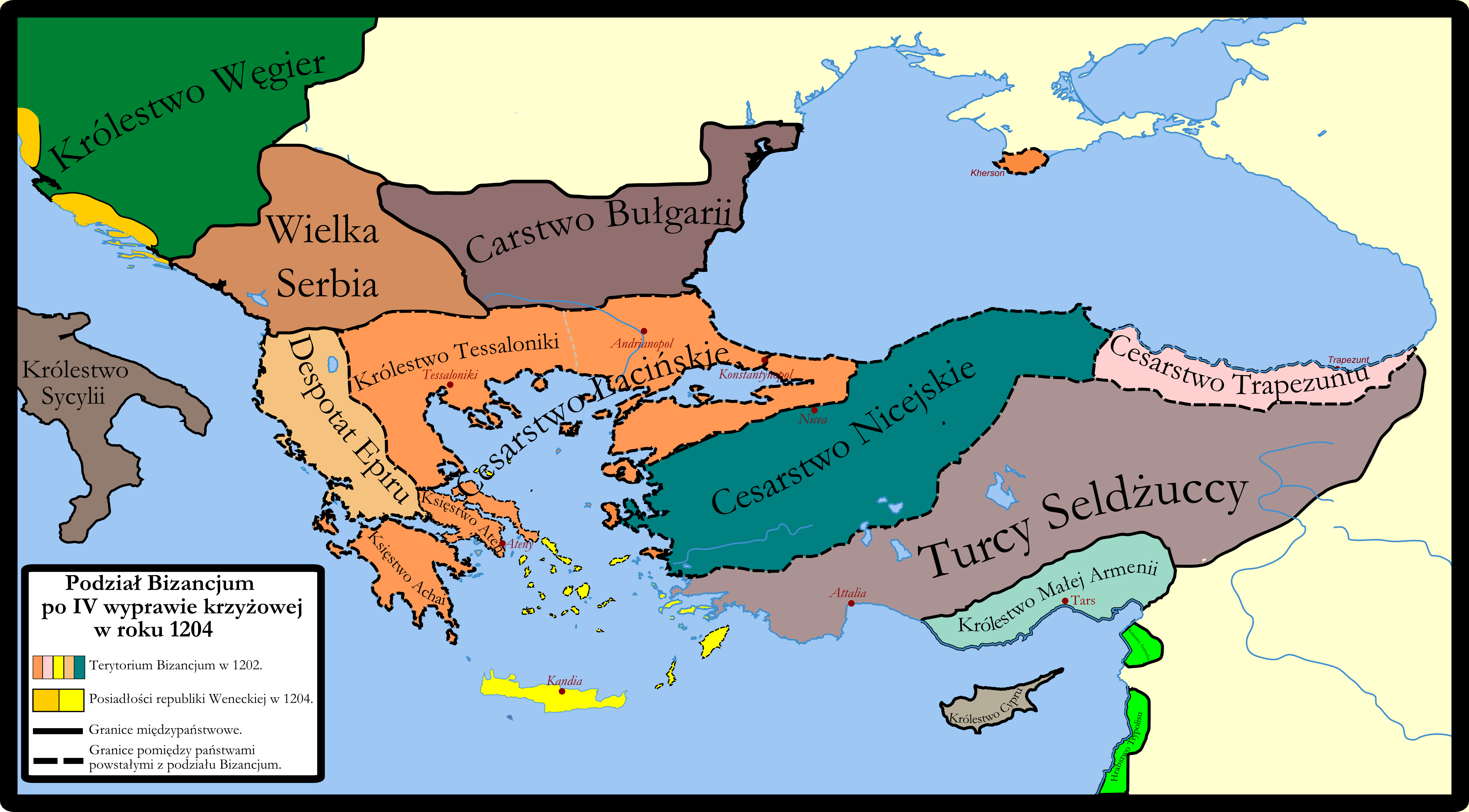
آسيا الصغرى (وخاصة الإمبراطورية اللاتينية) في القرن الثالث عشر.

كانت الحروب البلغارية اللاتينية عبارة عن سلسلة من النزاعات بين الإمبراطورية البلغارية الثانية (1185–1396) والإمبراطورية اللاتينية (1204–1261). أثرت الحروب على الحدود الشمالية للإمبراطورية اللاتينية طوال فترة وجودها. 
سُحقت الطموحات التوسعية المبكرة للإمبراطورية اللاتينية بعد عام واحد فقط من تأسيسها أثر معركة أندريانوبل في عام 1205، حيث قُبض على إمبراطورها بالدوين الأول وقتل معظم فرسانه. بعد هذه الهزيمة النكراء، كان على الإمبراطورية اللاتينية أن تدافع عن نفسها ضد بلغاريا والدول التي خلفتها الإمبراطورية البيزنطية، وإمبراطورية نيقية في آسيا الصغرى، وإمارة إپيروس في البلقان.
نتيجة للصراعات، وسعت الإمبراطورية البلغارية أراضيها للسيطرة على معظم شبه جزيرة البلقان بينما تقلص نفوذ الإمبراطورية اللاتينية إلى القسطنطينية وعدد قليل من المدن والجزر. مع قضاء الصليبيين من الروم الكاثوليك على بطريركية القسطنطينية، أصبحت بلغاريا مركزًا للمسيحية الأرثوذكسية.

## تأسيس الإمبراطورية اللاتينية
في 13 أبريل عام 1204، استولى فرسان الحملة الصليبية الرابعة على عاصمة الإمبراطورية البيزنطية (الإمبراطورية الرومانية الشرقية)، القسطنطينية، واستبدلت الإمبراطورية البيزنطية القديمة بدولة صليبية جديدة، الإمبراطورية اللاتينية. توج زعيمهم الكونت بالدوين فلاندرز إمبراطورًا في آيا صوفيا باسم بالدوين الأول. وفقًا لمعاهدة بارتيتيو رومانيا، حصل على ربع الإمبراطورية والباقي قُسم بين البندقية والصليبيين. استلم الإمبراطور الأراضي في آسيا الصغرى وبالإضافة إلى القسطنطينية وشريط رفيع على طول ساحل البحر الأسود وعدد قليل من المدن الأخرى في البلقان. أخذ البُنْدُقانِيّون الجزء الأكثر خصوبة من تراقيا البيزنطية بما في ذلك أدرنة، ورودوستو، وأركاديوبوليس ومعظم بَلْبُونَس وأجزاء من إبيروس وثيساليا بالإضافة إلى عدد من الجزر الأخرى. أخذ الدوق لقب «حاكم ربع ونصف الجزء من الإمبراطورية الرومانية بأكملها». استلم الصليبيون الأراضي الأخرى للإمبراطورية البيزنطية السابقة وأنشأوا مملكة سالونيك مع اختيار بونيفاس من مونتفيرات ملكًا عليها.

## التدخل البلغاري
في عام 1204، استولت الحملة الصليبية الرابعة على القسطنطينية، عاصمة الإمبراطورية البيزنطية، وأنشأت الإمبراطورية اللاتينية، وانُتخبت بالدوين الأول من فلاندرز امبراطورًا عليها. على الرغم من أن البلغاريين عرضوا على الصليبيين تحالفًا ضد الإمبراطورية البيزنطية، إلا أن عرضهم رُفض، وأعربت الإمبراطورية اللاتينية عن نيتها باحتلال جميع أراضي الإمبراطورية البيزنطية السابقة، بما في ذلك الأراضي التي كان يحكمها كالويان، الإمبراطور البلغاري. نشأ صراع وشيك بسبب الأرستقراطية البيزنطية في تراقيا، التي تمردت ضد الحكم اللاتيني في عام 1205 وطلبت من البلغاريين المساعدة، مقدمين لهم طاعتهم.